# Còssifa de Heuglin
El còssifa de Heuglin (Cossypha heuglini) és una espècie d'ocell paseriforme de la família dels muscicàpids pròpia de l'Àfrica oriental i central. Els seus hàbitats naturals inclouen boscos fluvials i matollars. També se'l troba prop dels humans. E seu estat de conservació es considera de risc mínim.
El nom específic de Heuglin fa referència a Theodor von Heuglin (1824-1876), explorador i ornitòleg alemany al Sudan, Etiòpia i Somalilàndia.